# Mátray Erzsi
Mátray Erzsi, születési nevén csíktusnádi Mátrai Betegh Zsuzsanna Erzsébet (Budapest, 1894. március 16. – Budapest, 1968. augusztus 14.) magyar színésznő.

## Életútja
Szülei Mátray Betegh Béla színész-rendező és Borovszky (Zsófia) Matild színésznő. Tanulmányait a Színművészeti Akadémián végezte. 1913. március 31-én lépett fel a Nemzeti Színházban először, szeptemberben az intézmény tagja lett. 1924-től két évre szerződött az Unió Rt.-hez, ezt követően újra a Nemzeti Színház művésze volt. 1937-ben az intézmény örökös tagja lett. 1945 után a Művész Színházban szerepelt, 1952-ben vonult vissza a színpadtól.

## Magánélete
1913. november 23-án Budapesten, a Józsefvárosban házasságot kötött Fried (Fenyő) Aladár színésszel, akitől 1922-ben elvált, majd ugyanebben az évben férjhez ment Törs Tibor újságíró és országgyűlési képviselőhöz.

## Fontosabb színházi szerepei
- Márta (Pailleron: Az egér)
- Ariel (Shakespeare: A vihar)

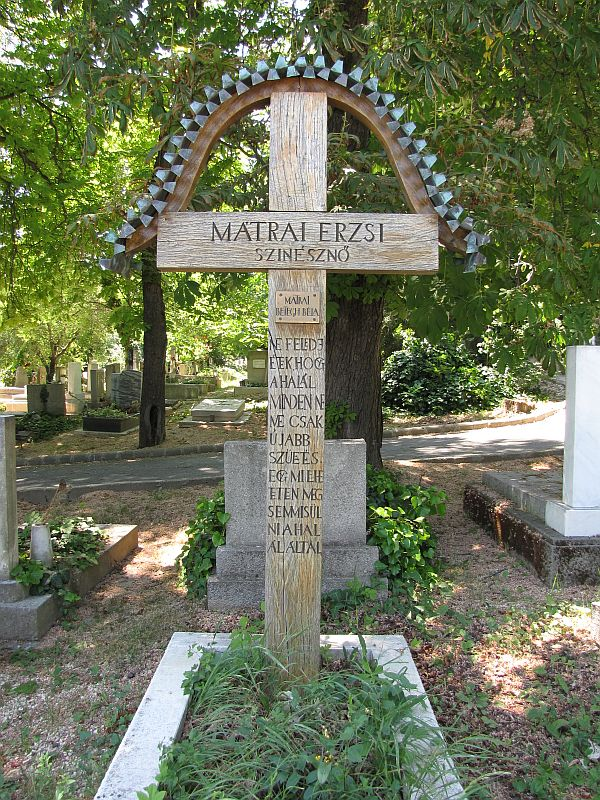
Sírja a Farkasréti temetőben (18-1-60)

- Jessica (Shakespeare: A velencei kalmár)
- Olivia (Shakespeare: Vízkereszt)
- Roxane (Rostand: Cyrano de Bergerac)
- Athalie (Jókai Mór: Az aranyember)
- Violet (Shaw: Tanner John házassága)
- Gertrudis (Katona József: Bánk bán)
- Armande (Molière: A tudós nők)

## Filmszerepei
- Nővérek (1912) - Erzsike
- A végzetes nyakék (1913)
- Mire megvénülünk I-II (1916) - Cipra, cigánylány
- Az ördög mátkája (1926) - Anna
- Barátságos arcot kérek! (1935)